# Stammliste der Hager von Allentsteig

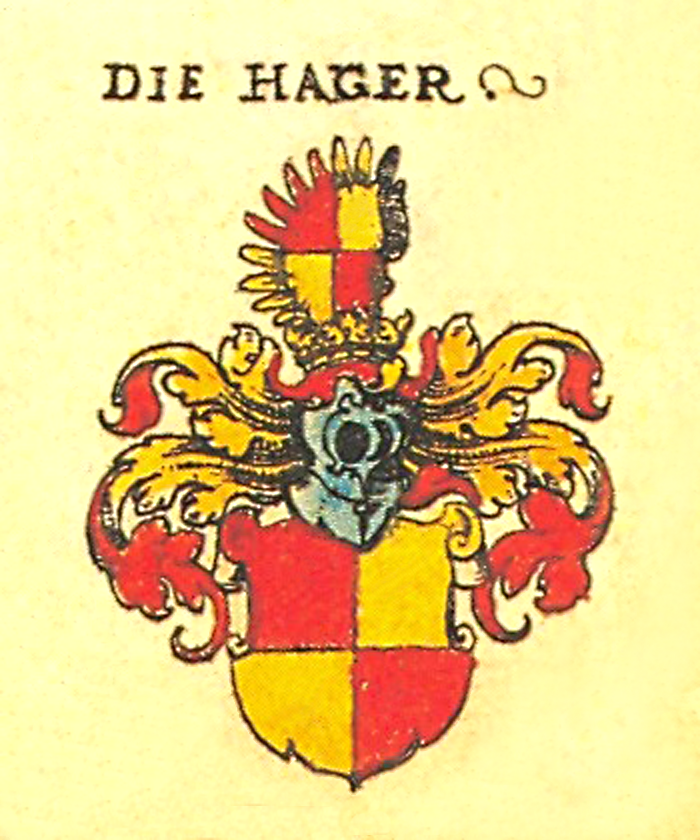
Wappen der Hager (von Allentsteig)

Dies ist die Stammliste der Hager von Allentsteig (auch Haager, Alensteig, Allensteig, Altensteig), einem österreichischen Adelsgeschlecht, welches sich nach Schloss Allentsteig (Gemeinde Allentsteig) nannte. Es wurde 1671 in den Freiherrenstand erhoben und erlosch 1822 mit dem Tod von Johann Freiherr Hager von Allentsteig im Mannesstamm.

## Stammliste der Hager
Die Stammliste wurde nach Hoheneck und Wißgrill erstellt. In Siebmachers Wappenbuch des Oberösterreichischen Adels beginnt die gesicherte Stammfolge bei Veit Hager (B4.) und Christine Ennenkel.
Es gibt mehrere Hag/Hager/Hagen schon vorher in Österreich, ein Zusammenhang zu den Hager von Allentsteig ist nicht nachgewiesen.
- Ott Hager hat 1262 ein Gut zu Offtering
- Marchart/Marquard Hager wird 1278 und 1286 in Urkunden genannt, 1302 bestimmt er sein Grab im Kloster Lilienfeld.[2]
- Heinrich, Eberhard und Konrad Hager sind 1273 Zeugen
- Lorenz Hagen ist 1349 Zeuge

Konrad/Chunrad (gen. 1273; † 8. September 1306, ▭ Wien) ⚭ vor 1301 Adelheid Enenckel To. d. Berchtold Enenckel, Richter ob der Enns. Konrad ist bei den Minoriten in Wien begraben. Das Wappen zeigt einen halben weißen Wolf auf schwarzem Schild.
A1. Alberich/Abrecht (gen. 1327/1328) ⚭ Gertraud Rech To. d. Karl Rech zu Lufftenberg
A2. Jakob ⚭ Angelis, erhielten 1359 ein Lehen von Konrad Graf Schaunburg
A3. Seyfried
A4. Nikolaus Hager zu Markersdorf ⚭ Katrein
B1. Regina ⚭ Achatz Winckler (gen. um 1370)
B2. Beatrix ⚭ Friedrich von Neydegg Herren von Neudeck (gen. um 1370)
B3. Ursula ⚭ Sigmund Stockhorner (gen. um 1370)
B4. Veit Hager zu Sitzenthal, Ritter, kauft 1357 die Veste Sitzenthal ⚭ Christina Enenckel von Albrechtsberg
C1. Pankraz
C2. Stefan
C3. Martin/Mörth
C4. Wolf Hager zu Sitzenthal und Ainoedt (gen. 1351), erbt mit seinem Bruder Hans von seinem Oheimen Heinrich und Johann den Geyllern deren Wappen und nimmt es als Stammwappen, ⚭ Anna von Lapiz To. v. Andreas Krabat von Lapiz und Elisabeth Harasser Harras (Adelsgeschlecht)
D1. Thomas Hager zu Sitzenthal (gen. 1419) ⚭ Christina von Puelach To. v. N.N. Puelacher und Anna von Eytzing
E1. Sigmund Hager von Allentsteig (* um 1440; † 18. Februar 1521; ▭ in Pfarrkirche Allentsteig), Herr zu Winckelburg und Allentsteig; nö Landuntermarschall; seit 1499 Herr von Allensteig  ⚭ I. Dorothea von Hohenwarth; ⚭ II. 1484 Elisabeth von Pottenbrunn († 1513), To. v. Sigmund von Pottenbrunn und Barbara von Liechtenberg
F1. (I) Katharina, starb ledig
F2. (I) Euphemia ⚭ Ambrosi Wisent, Landuntermarschall
F3.–8. (I) Heinrich, Sigmund, Hans, Pilgram, Lorenz, Julius, starben ledig
F9. (I) Georg, 1481 Deutschordens-Ritter und 1511 und 1518 Comenteur der Kommende Graz / Leechkirche
F10. (I) Andreas ⚭ um 1512 Elisabeth von Gaubitz To. d. Georg Gaubitz
G1. Katharina ⚭ Veit Radlprunner/ heute Radlbrunn (Gemeinde Ziersdorf)
G2. Agnes ⚭ Erasmus Polsberger/Polzberg, aus Bayern
F11. (I) Margaretha Hager ⚭ I. Hans Dürnbacher Schloss Unterdürnbach; ⚭ II. Wolf Dürnbacher zu Senfftenegg Schloss Senftenegg
F12. (I) Wolf/ Wolfgang Hager († 1529), starb bei der Wiener Türkenbelagerung ⚭ Anna Krafft zu Grienbach 1517
G1. Katharina ⚭ Gregor Rauber
G2. Ursula ⚭ Otto Siernbacher
F13. (II) Genoveva ⚭ I. Herrn Jörg von Fronberg; ⚭ II. Wilhelm Pernstorffer zu Poppen
F14. (II) Christina ⚭ Herrn Georg Reinbold/Reyboldt
F15. (II) Sebastian (* um 1494; † 9. November 1565), vom Kaiser zum Ritter geschlagen ⚭ I. Christina Eibenstein To. d. Balthasar von Eibenstein und der Katharina von Grafenwörth; ⚭ II. 1539 Anna Enenckel (* um 1515; † 12. Mai 1607) To. v. Frh Christoph Enenckel zu Albrechtsberg an der Pielach und Ursula Loiser
G1.–7. (I) zwei Söhne und fünf Töchter davon
G2. (I) Susanna ⚭ Hans Adam Geyer von Osterburg
G3. (I) Magdalena stirbt ledig
G4. (I) Leopold († 1568) ⚭ I. Rebecca von Sintzendorff To. v. Leonhard von Sintzendorff und Anna von Harrach; keine Kinder ⚭ II. Amalie Flusshart zu Pottendorf To. v. Hans Flusshart zum Dorff und Sophia Steinberger
H1. (II) Christina, starb ledig
H2. (II) Apollonia, starb ledig
H3. (II) Elisabeth († Feb. 1597) ⚭ Georg Prunhämmer
H4. (II) Joachim, starb ledig
H5. (II) Georg/Jörg Hager († 1586), Protestant ⚭ Hedwig Steger To. d. Gregor Steger; sie brachte Schloss St. Veit in die Ehe
I1. Karl († 1599) und
I2. Barbara († 1583) starben früh
G8. (II) Regina († 1600) ⚭ I. 1557 Sigmund Woitich zu Waldreichs; ⚭ II. 1571 Maximillian Leisser Freiherr zu Weinburg
G9. (II) Marusch/Margaretha ⚭ I. 1576 Valentin Polani zu Wisent (schon vorher 2 Ehen) ⚭ II. 1578 Abraham Stockhorner von Starein
G10. (II) Justina ⚭ 9. Februar 1567 Heinrich Frh von Lamberg
G11. (II) Anna Katharina ⚭ Hans Paul Herrn von Mäming/Mamming
G12. (II) Christina ⚭ I. 1. Februar 1562 Lorenz Radlprunner; ⚭ II. N.N. Rächwein/Rachwein
G13. (II) Anna Maria ⚭ 1577 Nikolaus Wagner
G14.–18. (II) Euphemia, Genoveva, Amalie und Felicitas blieben ledig
G19. (II) Wolf († 3. April 1567) ⚭ 12. Jänner 1567 Elisabeth Neydegg/Neudeck zu Rana, To. d. Mathias von Neydegg, keine Kinder
G20. (II) Sigmund (II.) (* 15. Februar 1547; † 1610/1611), 3 Ehen mit 21 Kindern → siehe unten
F16. (II) Barbara ⚭ I. Hans Volkra; ⚭ II. Bernhard Rotschitz/Rottwitz
F17.–21. (II) Adam, Wenzeslaus, Georg, Thomas, Sigmund, starben ledig
F22. (II) Heinrich ⚭ 1506 Cordula Urschenböck (Urschenbeck), Witwe des Herrn Apfalter; keine Kinder
F23. (II) Veit Hager (* um 1496; † 4. März 1560, ▭ in Allentsteig) Herr zu Petzenkirchen, Liechtenfels und Alt-Lembach, nö Regimentsrat ⚭ Susanna Wolfsberger To. v. Peter von Wolfsberg zu Nußdorf ob der Traisen und N.N. Leobenstorffer, Witwe des Roman Geyer zu Osterburg
G1. Adam, starb ledig
G2. Hans Hager († 1596), nö Landuntermarschall und ab 1589 kais. Obrister Falkenmeister ⚭ 21. April 1566 Anna Maria To. v. Bernhard von Schwendi und Anna Schenk von Winterstetten; keine Kinder
G3. Sigmund ⚭ 18. Februar 1565 in Ybbs Anna Gienger To. v. Eitl Hans Gienger und Katharina Fieger; keine Kinder
G4. Heinrich ⚭ (Maria) Magdalena Kornfail
H1. Christina Susanna, starb ledig
H2. Heinrich († 1631), Obrist-Leutnant, starb ledig
G5. Elisabeth ⚭ 1567 N.N. Herr von Eroltzheim in Franken
G6. Eva ⚭ 1565 in Ybbs Christoph Nützen zu Kattau; Doppelhochzeit mit Bruder Sigmund ⚭ Anna Gienger
G7. Veit Hager der jüngere (* um 1535; † 7. Februar 1571) zu Sitzenthal, 1568 Viertelhauptmann der nö Landschaft ⚭ Maria Magdalena Geyer von Osterburg To. v. Adam Geyer und Margaretha/Marusch von Neuhaus; keine Kinder
F.24. (II) Apollonia, starb ledig
E2. Wolfgang Hager zu Sitzenthal (nach Wißgrill)
E3. Diepold/Theobald Hager (gen. 1452)
E4. Johann/Hans Hager zu Reikersdorf (gen. 1473 und 1480) ⚭ Barbara Siebpeck
D2. = E2.? Wolf Hager (gen. 1470) als Pfleger zu Einoed
C5. Hans Hager zu Petzenkirchen ⚭ I. 1367 Agnes von Wolfstain To. d. Ottokar Wolfstainer; ⚭ II. 1409 Barbara Mor
D1. (I) Georg Pfleger zu Marchegg, 1444 kauft er Höfflein, ab 1446 Schloss Angern an der March als Lehen ⚭ I. Margaretha Ritzendorf To. v. Seyfrid Ritzendorf und Anna Pöttinger († nach 1447); ⚭ II. Anna von Oed, To. v. Ullrich von Oed und Anna von Hochenfeld
E1. (I) Hans Hager († vor 1497) ⚭ Katharina Tannböck To. v. Hans Tannböck; keine Kinder. Sie ehelichte 1497 dann Christoph Sachsenlander
E2. (I) Margaretha ⚭ Herr Christoph Freytag
E3. (I) Sigmund, starb ledig
E4. (I) Elisabeth ⚭ 1453 Gedeon von Moschenau
E5. (II) Ursula ⚭ I. 1461 Kaspar Enenckel (geb? 1439); ⚭ II. 1496 Jörg Kadauer zu Sighartz
E6. (II) Hedwig, starb ledig
E7. (II) Scolastica, starb ledig
E8. (II) Ludwig, starb ledig
D2. (II) Magdalena ⚭ Ludwig von der Weitmühl
B5. Ullrich
B6. Paul (gen. 1399) ⚭ Katharina Stainberger To. d. Wolf Stainberger zu Tursendorf und der Elisabeth von Schallach
C1. Oswald
C2. Albrecht/Alram
C3. Ägidius ⚭ ?
D1. Affra ⚭ 1403 Heinrich Schwellers
D2. Ursula ⚭ 1378 Ott Syrnicker
C4. Balthasar (gen. 1414) ⚭ Amalie Innprucker/Innbrucker To. d. Christoph Innbrucker und der Martha Weissenbeck

## Linie nach Sigmund Hager von Allentsteig
Sigmund II. Hager von Allentsteig (* 15. Februar 1547; † 25. November 1611/1617) ⚭ I. 1568 Juliana Althann To. v. Georg von Althann von der Goldburg zu Murstetten und Maria Anna Vogt von Schönau; zieht 1578 mit Graf von Schwarzenburg in den Niederländischen Krieg; reiste dann nach England; schrieb darüber einen Bericht, wurde dann Hauptmann in Kaschau in Ober-Ungarn ⚭ II. 4. Oktober 1592 in Wien Maria von Eck († 25. November 1601) To. v. Magnus Freiherr von Eck und Hungersbach und Rosina Weltzer von Spiegelfeld. Erbt St. Veit und verkauft 1590 Herrschaft Allentsteig; ⚭ III. 6. Jänner 1604 Anna Susanna von Hoheneck († 26. Jänner 1617) To. v. Georg von Hoheneck zu Hagenberg, Regent der nö Lande, Jägermeister und Martha Katzianer von Figau
A1. (I) Sophia, starb ledig
A2. (I) Juliana, starb ledig
A3. (I) Sabina, starb ledig
A4. (I) Benigna, starb ledig
A5. (I) Tochter, starb ledig
A6. (I) Sebastian Günther Hager von Allentsteig († 1620) als Rebell gegen den Kaiser enthauptet ⚭ 16. Juni 1600 Englburg Herrin von Gera To. v. Franz von Gera und Emerentiana von Pirching, Witwe des Ehrnreich von Neydegg
B1. Sebastian und
B2. Franz Sigmund, starben beide ledig im Dreißigjährigen Krieg
B3. Eva Julia/Juliana ⚭ 1622 Jakob Franz Herr von Herberstein
A7. (II) Christian, starb ledig
A8. (II) Rebecca, starb ledig
A9. (II) Anna Maria, starb ledig
A10. (II) Cordula ⚭ 1619 Christoph Märcken von Gneissenau
A11. (II) Maria Salome ⚭ Claudius Phillip Brellern von Ladendorf
A12. (III) Maria Elisabeth, starb ledig
A13. (III) Englburg ⚭ Adam Maximilian Graf von Trautmannsdorf
A14. (III) Sophia ⚭ 29. Oktober 1673 Georg Achaz Tollinger von Grünau
A15. (III) Wilhelm, starb ledig
A16. (III) Moritz, starb ledig
A17. (III) Viktor, starb ledig
A18. (III) Rudolf (1.), starb ledig
A19. (III) Ernreich, starb ledig
A20. (III) Rudolf (2.), starb ledig
A21. (III) Hans Seyfried Hager /Johann Seyfried (* 1611; † 22. November 1687) Herr zu Allentsteig, St. Veit, Trättenegg, Schlüßlberg, Steinbach und Dorf an der Enns ⚭ I. 1. Februar 1643 Maria Magdalena von Kainach († 1668) To. v. Ernreich Frhr von Kainach und Margaretha Gräfin von Hardegg, Witwe des Hans Joachim von Trautmannsdorf; kaufte 1652 Schloss Schlüsselberg; 1556 oö Verordneter im Ritterstand; keine Kinder  ⚭ II. Anna Katharina Kölnpöck († 1687) To. v. Maximilian Kölnpöck von Ottsdorf und Anna Charitas von Clam, Witwe des Georg Ernreich Spillern von Mitterberg; 12. Jänner 1671 in den Herrenstand (= Freiherr) erhoben, kaufte Schloss Dorff an der Enns
B1. (II) Otto Sigismund (* um 1665; † 5. Februar 1750/1758 in Wien, ▭ Hofkirche d Augustiner) ⚭ I. 21. September 1694 Maria Katharina von Oed († 18. September 1706) To. v. Erasmus Anton Frei- und Panierherr von Oed zu Gö/Getzendorf und Charitas Cordula Märkin von Gneisenau, 1707 Verordneter des oö Herrenstandes ⚭ II. 1707 Maria Beata Franzisca Katzianer (* um 1668; † 1758) To. v. Christoph Adam Graf Katzianer zu Piberbach, Weyer und Wolfstein und Margaretha Gräfin von Verdenberg; Otto Sigmund musste St. Veit und die Güter Piberbach und Weyer verkaufen
C1. (I) Maria Octavia Aloisia (* 1695) starb ledig
C2. (I) Maria Theresia Antonia (* 1697) starb ledig
C3. (I) Maria Josefa Charitas (* 169?) starb ledig
C4. (I) Maria Karolina Magdalena Franzisca (Charlotta) (* 21. Juli 1701; † 12. Jänner 1793 ▭ Wien) ⚭ 23. Jänner 1746 Johann Wilhelm von Trautson
C5. (I) Sigmund Felix Franz Josef († 27. Oktober 1729) besucht 1720–25 nö Ritterakademie, starb als Kornett des Kürassierregiments Mercy zu Luggosch/ Banat
C6. (I) Maria Agnes Katharina, starb ledig
C7. (II) Johann Weikhard
C8. (II) Karl Josef
C9. (II) Franz Alois Hager von Allentsteig (* 3. September 1722; † 26. Dezember 1812), Feldmarschall-Lieutenant ⚭ 20. September 1753 Maria Anna Gräfin Schlick (* 1734; † 4. Dezember 1787) To. d. Franz Heinrich Reichsgrafen von Schlik und Maria Eleonora Gfn von Trauttmansdorff
D1. Dominica († 1827)
D2. Elisabeth († 1837)
D3. Johann Hager von Allentsteig (* 8. Juni 1761; † 25. Oktober 1822) k. k. Feldmarschall-Lieutenant, Divisionär in Temesvar ⚭ Maria Magdalena von Iléssy
F1. Julie Marie Christine von Oldofredi-Hager (1813–1879), Dichterin ⚭ 1830 Hieronymus Ignaz Alexander Graf von Oldofredi → Geschlecht im Mannesstamm erloschen
D4. Franz Hager von Allentsteig (1750–1816), Beamter und Präsident der obersten Polizei- und Censur-Hofstelle, starb ledig
C10. (II) Maria Franzisca Josefa
C11. (II) Maria Dominika (* 2. Jänner/11. Juni 1721; † 3. März 1793) ⚭ 24. Jänner 1745 Gundacker Josef Graf Türheim
B2. (II) Otto Maximilian († 1694) starb bei Feldzug in Ungarn

## Abkürzungen und Symbole
| *      | geboren                 | R.      | Ritter                       | NÖ, nö     | Österreich unter der Enns , -isch |
| ~      | getauft                 | Hr      | Herr                         | OÖ, oö     | Österreich ob der Enns , -isch    |
| ⚭      | Eheschließung, Hochzeit | Frhr    | Freiherr                     | Ktn, ktn   | Kärnten, kärntnerisch             |
| %      | Scheidung, geschieden   | Frn     | Freifrau, Freiin             | Stmk, stmk | Steiermark, steirisch             |
| †      | gestorben               | Gf      | Graf                         | Tir, tir   | Tirol, tirolerisch                |
| X      | gefallen                | Gfn     | Gräfin                       | Slb, slb   | Salzburg, Salzburger              |
| ▭      | begraben in             |         |                              | Böh, böh   | Böhmen, böhmisch                  |
| gen.   | genannt                 | Verord. | Verordneter (der Landschaft) |            |                                   |
| To. v. | Tochter von             | Hptm    | Hauptmann                    |            |                                   |